# Alfred Juncker
Alfred Wilhelm Gotthold Juncker (* 4. Juli 1865 in Ida- und Marienhütte (Niederschlesien); † 21. Februar 1945 in Danzig) war ein deutscher evangelischer Theologe und Rektor der Universität Königsberg.

## Leben
Juncker wurde als Sohn eines Fabrikdirektors geboren. Er besuchte das Gymnasium in Schweidnitz und studierte ab 1884 Theologie an den Universitäten Breslau, Leipzig, Berlin und Halle, wo er im November 1888 das theologische Examen ablegte. 1891 war er als Pfarrvikar in Domslau bei Breslau tätig. Von 1892 bis 1895 wirkte er als Pastor in Bunzlau. 1896 habilitierte er sich in Breslau.
1904 wurde Juncker zum außerordentlichen Professor an der Universität Breslau ernannt. 1910 erhielt er eine ordentliche Professur für Neutestamentliche Wissenschaft an der Universität Königsberg. Dort war er im Amtsjahr 1929/30 Rektor. 1933 wurde er emeritiert.

## Werke
- Das Ich und die Motivation des Willens im Christenthum. Ein Beitrag zur Lösung des eudämonischen Problems, Univ. Halle, Diss., 1891
- Die Ethik des Apostels Paulus, 2 Bde., Halle 1904/1914
- Das Gebet bei Paulus, Berlin 1905
- Das Christusbild des Paulus, Halle 1906
- Zur neuesten Johanneskritik, Halle 1912
- Jesus der Herr, Berlin 1920
- Jesu Stellung in der Geschichte des Gebets, Berlin 1922
- Jesus und das Leid, Berlin 1925
- Jesu Forderung. Rede, gehalten beim Antritt des Rektorats am 5. Mai 1929, Königsberg 1929